# Let Me Blow Ya Mind
Let Me Blow Ya Mind (englisch etwa für „Lass mich dich vom Hocker hauen“) ist ein Lied der US-amerikanischen Rapperin Eve, bei dem der Refrain von der Sängerin Gwen Stefani gesungen wird. Der Song ist die zweite Singleauskopplung ihres zweiten Studioalbums Scorpion und wurde am 15. Mai 2001 veröffentlicht. Er ist mit weltweiten Top-10-Platzierungen Eves erfolgreichster Song und gilt als ihr kommerzieller Durchbruch.

## Inhalt
Inhaltlich dreht sich das Lied um den Erfolg, den Eve und Gwen Stefani mit ihrer Musik erreicht haben. Dabei richten sie sich vor allem an alle Neider, die sich lieber auf ihre Songs einlassen sollten, anstatt ihnen den Ruhm zu missgönnen.

## Produktion
Let Me Blow Ya Mind wurde von den US-amerikanischen Musikproduzenten Dr. Dre und Scott Storch produziert. Als Autoren fungierten neben Eve, Dr. Dre und Scott Storch auch Mike Elizondo und Stevie J.

## Musikvideo
Im Musikvideo werden Gwen Stefani und Eve auf einer Party verhaftet, da sie diese stören. Eine ältere Frau, die starke Ähnlichkeiten mit Leona Helmsley aufweist, ruft wegen beiden die Polizei. Am Ende des Videos sieht man Dr. Dre, der bei der Polizei die Kaution bezahlt, um Eve und Gwen Stefani aus dem Gefängnis zu holen. Weitere Gastauftritte im Video haben die Ruff Ryders, Jadakiss und Styles P.

## Single

### Covergestaltung
Das Singlecover zeigt Eve, die den Betrachter ansieht. Rechts im Bild befindet sich der silberne Schriftzug Eve und rechts unten stehen die weißen Schriftzüge Let Me Blow Ya Mind sowie featuring Gwen Stefani. Der Hintergrund ist in Pink gehalten.

### Titelliste
1. Let Me Blow Ya Mind – 3:51
2. Who’s That Girl? (Akhenaton Remix) – 3:58
3. Gotta Man – 4:24
4. Let Me Blow Ya Mind (Video) – 4:14

### Chartplatzierungen
Let Me Blow Ya Mind stieg am 3. September 2001 auf Platz 12 in die deutschen Charts ein und erreichte drei Wochen später mit Rang 5 die höchste Position. Insgesamt hielt sich das Lied 14 Wochen in den Top 100. Noch erfolgreicher war der Song u. a. in der Schweiz, Belgien und Norwegen, wo er die Chartspitze erreichte.
| ChartsChartplatzierungen       | Höchstplatzierung | Wochen |
| ------------------------------ | ----------------- | ------ |
| Deutschland (GfK)              | 5 (14 Wo.)        | 14     |
| Österreich (Ö3)                | 6 (15 Wo.)        | 15     |
| Schweiz (IFPI)                 | 1 (28 Wo.)        | 28     |
| Vereinigte Staaten (Billboard) | 2 (33 Wo.)        | 33     |
| Vereinigtes Königreich (OCC)   | 4 (14 Wo.)        | 14     |

| ChartsJahrescharts (2001)      | Platzierung |
| ------------------------------ | ----------- |
| Deutschland (GfK)              | 69          |
| Österreich (Ö3)                | 68          |
| Schweiz (IFPI)                 | 6           |
| Vereinigte Staaten (Billboard) | 7           |
| Vereinigtes Königreich (OCC)   | 45          |

| ChartsJahrescharts (2000–2009) | Platzierung |
| ------------------------------ | ----------- |
| Vereinigte Staaten (Billboard) | 95          |

### Preise
Let Me Blow Ya Mind gewann bei den Grammy Awards 2002 in der Kategorie Best Rap/Sung Collaboration, während das zugehörige Musikvideo bei den MTV Video Music Awards 2001 den Preis in der Kategorie Best Female Video erhielt.

### Auszeichnungen für Musikverkäufe
| Land/Region                  | Auszeichnungen für Musikverkäufe (Land/Region, Auszeichnung, Verkäufe) | Verkäufe  |
| ---------------------------- | ---------------------------------------------------------------------- | --------- |
| Australien (ARIA)            | Platin                                                                 | 70.000    |
| Belgien (BRMA)               | Platin                                                                 | 50.000    |
| Dänemark (IFPI)              | Gold                                                                   | 45.000    |
| Deutschland (BVMI)           | Gold                                                                   | 250.000   |
| Frankreich (SNEP)            | Silber                                                                 | 125.000   |
| Neuseeland (RMNZ)            | 2× Platin                                                              | 60.000    |
| Norwegen (IFPI)              | Platin                                                                 | 50.000    |
| Schweden (IFPI)              | Gold                                                                   | 15.000    |
| Schweiz (IFPI)               | Gold                                                                   | 20.000    |
| Vereinigtes Königreich (BPI) | Platin                                                                 | 628.000   |
| Insgesamt                    | 1× Silber · 4× Gold · 6× Platin ·                                      | 1.283.000 |

Hauptartikel: Gwen Stefani/Auszeichnungen für Musikverkäufe